# 스키에르니에비체

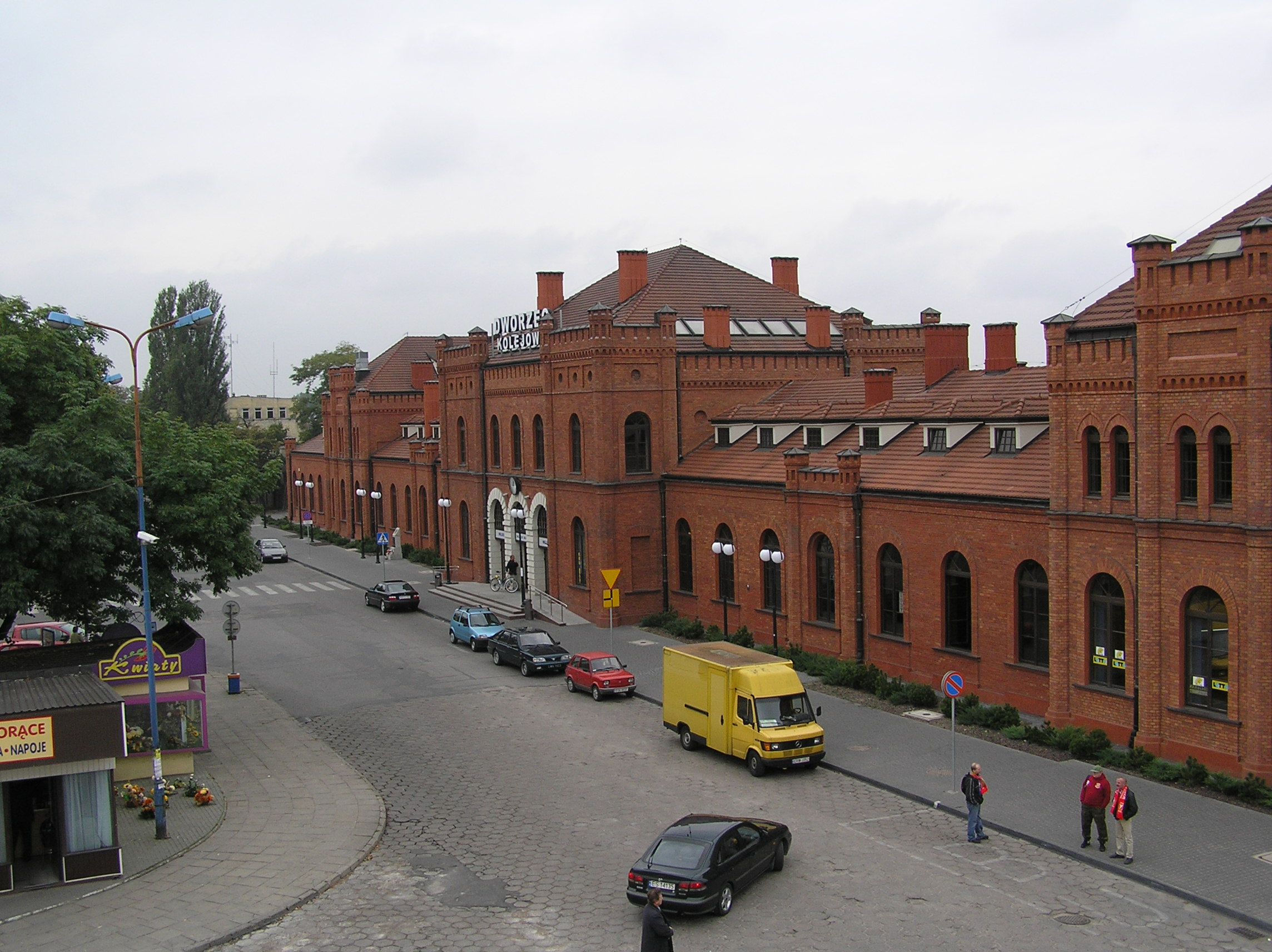
스키에르니에비체에 있는 철도역

스키에르니에비체(폴란드어: Skierniewice)는 폴란드 중부 우치주에 위치한 도시로, 면적은 32.6km2, 인구는 49,132명(2007년 기준), 인구 밀도는 1,500명/km2이다. 우치와 바르샤바의 중간 지점에 위치한다.
1457년 도시 지위를 부여받았으며 과거에는 바르샤바-빈 철도가 지나갔던 곳이었다. 1884년 9월 15일 삼제동맹 회의가 열렸던 곳이다.

시기
시 문장